# Всадники (фильм, 1939)
«Всадники» — советский фильм 1939 года режиссёра Игоря Савченко. По мотивам одноимённого романа Юрия Яновского.

## Сюжет
1918 год, Гражданская война в России. Украина захвачена германскими оккупантами и их приспешниками — украинскими националистами. Украинский крестьянин Яким Недоля, вернувшись в родное село, не находит его — немецкая артиллерия уничтожила его. Он клянётся отомстить и становится командиром красного партизанского отряда. Соединившись с донецким отрядом легендарного командира Чубенко, всадники-партизаны ведут бои с регулярными войсками оккупантов, и с подошедшей Красной Армией изгоняют их с Советской Украины.

## В ролях
- Лев Свердлин — Чубенко, сталевар; командир партизанских отрядов
- Степан Шкурат — Яким Недоля, селянин
- Пётр Масоха — Иван Половец, матрос
- Михаил Трояновский — Мусий Половец, старый рыбак
- Николай Братерский — Оверко Половец, сын Мусия, изменник
- Елена Кузьмина — Оксана Журавленко

В эпизодах:
- Виктор Аркасов — товарищ из Москвы
- Леонид Кмит — Вася, шахтёр
- Моисей Розин — Зяма
- Григорий Долгов — Гурковский, шпион
- * Владимир Освецимский — Эмельсдорф, немецкий генерал
- Генрих Грайф — Фельзен, немецкий полковник
- Николай Горлов — майор Пунцов
- Ганс Клеринг — немецкий солдат, который ведёт Чубенко на казнь
- Дмитрий Капка — поп / партизан / немец
- Лаврентий Масоха — партизан
- Аркадий Аркадьев — министр
- Дмитрий Голубинский — гость на приёме
- Дмитрий Милютенко — гость, говорящий о сходстве немецкого и украинского языков
- Александр Гречаный — крестьянин

## Песни в фильме
В фильме звучат песни на стихи поэта Андрея Малышко.

## Литературная основа
- Основная статья — роман «Всадники»

Фильм снят по мотивам одноимённого романа Юрия Яновского — выдающегося произведения украинской литературы.
Роман написан в 1935 году, тогда же в переводе на русский язык был опубликован в «Роман-газете» и в том же году издан отдельной книгой в Москве в Гослитиздате.
Роман получил высокую оценку критиков. Роман называли «украинским „Как закалялась сталь“». Отмечая художественную значимость романа Всеволод Вишневский говорил, что Яновский создал настоящий шедевр, «над каждым словом которого нужно внимательно и подолгу сидеть, вслушиваясь в его музыку». П. Г. Тычина, называя роль романа в украинской литературе выдающейся, писал, что этот роман «был для нашей культуры чем-то вроде патента на получение зрелости украинской прозы». Олесь Гончар семнадцатилетним юношей в 1935 году прочитавший роман, в письме своему другу восхищённо писал: «Вчера прочитал „Всадники“. Ох и книга же!», несколько раз его перечитывал, учился писать стилем романа, спустя годы писал: «Проза автора „Всадников“ при всей её возвышенной поэтичности дорога нам именно своей правдой».

## Критика
При общей высокой оценке фильма киноведы отмечали невозможность полной экранизации романа:

«Всадники» Ю. Яновского — своеобразная поэма в прозе, романтическое повествование о революции… Выразить на экране патетику «Всадников» было невероятно трудно. Но во многих эпизодах Савченко удалось донести до зрителя аромат этого своеобразного произведения украинской литературы.— Кино Советской Украины: страницы истории / Иван Сергеевич Корниенко. — М.: Искусство, 1975. — 239 с. — стр. 109

Материал «Всадников» Юрия Яновского, этой вдохновенной, романтической эпопеи, потребовал и от режиссёра, чтобы он поднялся на высоты романтической героики, обогащенной знанием человеческой психологии. Былинная монументальность образов «Всадников» — Чубенко, Половцева — сочетается с психологической глубиной, с яркой индивидуализацией, с острой характерностью. Савченко пытался воссоздать романтический стиль романа Ю. Яновского. Это удалось лишь частично — в изобразительной структуре фильма, в использовании музыки, в торжественном ритме, в точных и выразительных деталях. И фильм воссоздавал романтику книги не полно. Но во «Всадниках» местами уже чувствовался почерк постановщика «Богдана Хмельницкого». Черты эпического стиля уже проявились в этом фильме .— Книга фильмов: статьи и рецензии разных лет / Ростислав Николаевич Юренев. — М.: Искусство, 1981. — 335 с. — стр. 70
Критикой дана высокая оценка и исполнителям главных ролей фильма — игре актёров Степана Шкурата и Льва Свердлина:

Особенно привлекает в фильме «Всадники» чудесная игра актёра Степана Шкурата. Созданный им образ крестьянина Якима Недоли раскрывает новые качества простого человека, которые возникли в процессе борьбы за Советскую власть. В творческой биографии Степана Шкурата образ Недоли не менее значителен, нежели образ денщика Потапова, созданный им в «Чапаеве». Зрителя покоряет естественность и правдивость образа украинского крестьянина Якима Недоли.— История Киева, Том 2 / Институт истории АН УССР. — Издательство АН УССР, 1964. — стр. 389

Роль Чубенко режиссёр поручил Лбву Свердлину. Выдающийся артист, незадолго перед тем блеснувший мастерским исполнением роли Усижимы в ленте братьев Васильевых «Волочаевские дни», создал убедительный образ подлинного вожака народных масс, волевого, темпераментного, умного, великодушного.— Кино Советской Украины: страницы истории / Иван Сергеевич Корниенко. — М.: Искусство, 1975. — 239 с. — стр. 109